# Vergílio Ferreira
Vergílio António Ferreira GOSE • GCM (Gouveia, Melo, 28 de janeiro de 1916 — Lisboa, 1 de março de 1996) foi um escritor e professor português. Há uma biblioteca com o seu nome em Gouveia, bem como uma escola em Lisboa, a Escola Secundária de Vergílio Ferreira (Quinta dos Inglesinhos, rua do Seminário 3).
Professor liceal (vejam-se as referências em Manhã Submersa e Aparição), foi como escritor que mais se distinguiu. O seu nome continua actualmente associado à literatura através da atribuição do Prémio Vergílio Ferreira. Em 1992, foi galardoado com o Prémio Camões.
A sua vasta obra, geralmente dividida em ficção (romance, conto), ensaio e diário, costuma ser agrupada em dois períodos literários: o Neo-Realismo e o Existencialismo. Considera-se que Mudança é a  obra que marca a transição entre os dois períodos.

## Biografia
Vergílio Ferreira nasceu em Melo, aldeia do concelho de Gouveia, na Beira Alta, a meio da tarde do dia 28 de janeiro de 1916, filho de António Augusto Ferreira, fogueteiro, e de Josefa Ferreira, doméstica, que, em 1927, emigraram para o Canadá (ou Estados Unidos), em busca de uma vida melhor, ficando Vergílio com os irmãos mais novos, César e Judite. Esta dolorosa separação é descrita em Nítido Nulo. A neve - que virá a ser um dos elementos fundamentais do seu imaginário romanesco - é o pano de fundo da infância e adolescência passadas na zona da Serra da Estrela. Aos 12 anos, após uma peregrinação a Lourdes, entra no seminário do Fundão, que frequentará durante seis anos. Esta vivência será o tema central de Manhã Submersa.
Em 1936, deixa o seminário e acaba o Curso Liceal no Liceu da Guarda. Entra para a Faculdade de Letras da Universidade de Coimbra, continuando a dedicar-se à poesia, nunca publicada, salvo alguns versos lembrados em Conta-Corrente e, em 1939, escreve o seu primeiro romance, O Caminho Fica Longe. Licenciou-se em Filologia Clássica em 1940. Concluiu o Estágio no Liceu D. João III (1942), em Coimbra. Começa a leccionar em Faro. Publica o ensaio "Teria Camões lido Platão?" e, durante as férias, em Melo, escreve "Onde Tudo Foi Morrendo". Em 1944, passa a leccionar no Liceu de Bragança, publica "Onde Tudo Foi Morrendo" e escreve "Vagão "J" que, publicou em 1946, no mesmo ano em que se casou, com Regina Kasprzykowsky, professora polaca refugiada em Portugal, com quem Vergílio ficará até à sua morte. Após uma passagem pelo liceu de Évora (onde escreveu o mundialmente conhecido romance "Aparição", corria o ano de 1953), fixa-se como docente em Lisboa, leccionando o resto da sua carreira no Liceu Camões.
A 3 de setembro de 1979, foi agraciado com o grau de Grande-Oficial da Ordem Militar de Sant'Iago da Espada.
Em 1980, o realizador Lauro António adapta para o cinema, o romance Manhã Submersa e, Vergílio Ferreira interpreta um dos principais papéis, o de Reitor do Seminário, contracenando assim com outros grandes vultos da cena portuguesa, tais como: Eunice Muñoz, Canto e Castro, Jacinto Ramos e Carlos Wallenstein.
A 4 de fevereiro de 1989, foi agraciado com o grau de Grã-Cruz da Ordem do Mérito.
Em 1992 foi eleito para a Academia das Ciências de Lisboa; no mesmo ano recebeu, pelo conjunto da obra, o "Prémio Camões", o mais importante prémio literário dos países da língua portuguesa.
Vergílio morreu no dia 1 de março de 1996, em sua casa, em Lisboa, na freguesia de Alvalade. O funeral foi realizado no cemitério de Melo, sua terra-natal, porém, o seu pedido para que o caixão onde fora enterrado, ficasse virado para a Serra da Estrela, não foi exatamente concretizado.

## Existencialismo
| “ | Um cantor fixa um tema. Mas esse tema, revelando, como revela, um interesse, revela sobretudo que foi só dele que o artista pôde realizar-se como tal. | ” |

Atravessa a sua obra o discurso da alegria e felicidade, como um dos aspectos mais profundos da condição humana, sempre acompanhado pelo ruído das escadas da sua antiga casa, que advém do abandono da sua primeira namorada.

## Diários
Durante treze anos (1981-1994) Vergílio Ferreira publicou nove volumes de diário, ao qual pôs o título genérico de Conta-Corrente. Os textos contidos nesses volumes vão desde Fevereiro de 1969 (altura em que iniciou a sua escrita) até Dezembro de 1992 (altura em que terá abandonado o género). Os volumes subdividem-se em duas séries: a primeira composta por cinco volumes e a segunda composta por quatro volumes.
A publicação do diário de Vergílio Ferreira foi uma das poucas tempestades na bonançosa comunidade literária pós 25 de abril, como também é «um documento precioso sobre a evolução da ideias do século XX português. Vergílio Ferreira era um homem atento a tudo aquilo que o rodeava, quer tivesse interesse político, ou social, ou estético, ou literário. O seu diário veio, assim, agitar a comunidade portuguesa pensante, criando alguns focos de conflito por um lado e manifestações de apoio por outro.
O autor já tinha por várias vezes tentado escrever um diário, mas foi só em 1969 que leva o seu projecto em frente: «Fiz cinquenta e três anos há dias. (…) É a opinião do Registo Civil (…). E então lembrei-me: e se eu tentasse uma vez mais o registo diário do que me foi afectando?». Esta frase é sem dúvida elucidativa das intenções do autor: primeiro, tentar escrever um registo diário; segundo, escrever nele tudo aquilo que o foi marcando. Nesta frase também se pode verificar que não é a primeira vez que o autor tenta escrever um diário: «e se eu tentasse mais uma vez».
O tentar escrever um diário é algo que está sempre presente, e, muitas vezes, a escrita desse mesmo diário torna-se difícil, pois o autor sente que se está a expor em demasiado perante o leitor, sente que o leitor pode “lê-lo”: «Extremamente difícil continuar este diário.(…) Que me leiam um romance, não me perturba. Mas não que me leiam a mim.» Existe a questão do íntimo sempre presente ao longo deste volume e o próprio autor refere que colocar ao alcance dos seus leitores a sua intimidade, os seus desabafos, não é propriamente algo que lhe agrada: «o desejo de “desabafar” não é propriamente um desejo sublime».

## Obras

### Ficção
- 1938 A curva de uma vida (póstumo 2010, do espólio)
- 1943 O Caminho Fica Longe
- 1944 Onde Tudo Foi Morrendo
- 1946 Vagão "J"
- 1947 Promessa (póstumo 2010, do espólio)
- 1949 Mudança
- 1953 A Face Sangrenta
- 1954 Manhã Submersa
- 1959 Aparição
- 1960 Cântico Final
- 1962 Estrela Polar
- 1963 Apelo da Noite
- 1965 Alegria Breve
- 1971 Nítido Nulo
- 1972 Apenas Homens
- 1974 Rápida, a Sombra
- 1976 Contos
- 1979 Signo Sinal
- 1983 Para Sempre
- 1986 Uma Esplanada Sobre o Mar
- 1987 Até ao Fim
- 1990 Em Nome da Terra
- 1993 Na Tua Face
- 1995 Do Impossível Repouso
- 1996 (póstuma) Cartas a Sandra

### Ensaios
- 1943 Sobre o Humorismo de Eça de Queirós
- 1957 Do Mundo Original
- 1958 Carta ao Futuro
- 1963 Da Fenomenologia a Sartre
- 1963 Interrogação ao Destino, Malraux
- 1965 Espaço do Invisível I
- 1969 Invocação ao Meu Corpo
- 1976 Espaço do Invisível II
- 1977 Espaço do Invisível III
- 1981 Um Escritor Apresenta-se
- 1987 Espaço do Invisível IV
- 1988 Arte Tempo
- 1998 Louvar e Amar Sintra, Fontanelas[12]
- 1998 Espaço do Invisível V (póstumo)

### Diários
- 1980 Conta-Corrente I
- 1981 Conta-Corrente II
- 1983 Conta-Corrente III
- 1986 Conta-Corrente IV
- 1987 Conta-Corrente V
- 1992 Pensar
- 1993 Conta-Corrente-nova série I
- 1993 Conta-Corrente-nova série II
- 1994 Conta-Corrente-nova série III
- 1994 Conta-Corrente-nova série IV
- 2001 Escrever (póstumo)
- 2010 Diário Inédito (póstumo, do espólio 1944-1949)